# 福井県道184号別所朝日線
福井県道184号別所朝日線（ふくいけんどう184ごう べっしょあさひせん）は福井県福井市と丹生郡越前町を結ぶ一般県道。

## 路線概要
越前町の主要な国道である国道417号と福井市南部の主要地方道である福井県道6号福井四ヶ浦線を結ぶ役割を担う県道である。福井市内の指定区間は短くほとんど越前町を走る道路である。終点の朝日交差点で福井県道187号寺朝日線に接続し、そのまま福井県道212号寺武生線を経由することで間接的に福井市南西部と越前市北西部を結ぶ役割も担っている。福井市西部から嶺南を目指す場合、非常に有効な県道である。
起点はかつての丹生郡殿下村別所で、同村の福井市への編入に際して従前の福井市に別所町（福井県道182号三尾野別所線の終点付近）が存在することから西別所町と改められたものである。

### 路線データ
- 起点：福井県福井市西別所町
- 終点：同県丹生郡越前町朝日

## 通過する自治体
- 福井県
  - 福井市 - 丹生郡越前町

## 道路状況
起点から終点まで片側1車線の確保された快走路である。谷間を縫うように走っているため若干クネクネとした区間が続くが、車幅が確保されているので山道慣れしているものならそれ程苦にはならない。都市部を通過しないルートを取っているので渋滞などは起きず、また信号機も重複前後の一部を除いて数えるほどしか設置されていない。路線の長さに比較して非常に走りやすく長距離を短時間で移動できる道路である。

## 接続道路
- 国道417号（終点）
- 福井県道3号福井大森河野線（重複）
- 福井県道6号福井四ヶ浦線（起点）
- 福井県道187号寺朝日線（終点）
- 福井県道263号糸生宮崎線

## 沿線
- 古墳公園
- 天谷鉱泉